# Lille Métropole Musée d'art moderne, d'art contemporain et d'art brut
 Lille Métropole Musée d'art moderne, d'art contemporain et d'art brut (eller blot LaM), tidligere Musée d'Art moderne de Villeneuve-d'Ascq er et kunstmuseum i Villeneuve d'Ascq i Frankrig.
Museet indeholder mere end 4.500 kunstværker på 4.000 m2 udstillingsareal og er det eneste museum i Europa der samtidigt udstiller de væsentligste elementer af det 20. og 21. århundredes moderne kunst, samtidskunst og art brut (outsiderkunst). LaM's samlinger omfatter mesterværker af Pablo Picasso, Amedeo Modigliani, Joan Miró, Georges Braque, Fernand Léger, Alexander Calder og den største franske samling af art brut.
LaM omfatter også et bibliotek og en park med adskillige skulpturer.
50°38′15″N 3°09′01″Ø / 50.637444°N 3.150336°Ø